# كولن ولز (لاعب كريكت)
كولن ولز (3 مارس 1960 في المملكة المتحدة - ) (بالإنجليزية: Colin Wells)‏ هو لاعب كريكت بريطاني. شارك مع منتخب إنجلترا للكريكت. أما مع النوادي، فقد لعب مع نادي مقاطعة ديربيشاير للكريكت ‏ ونادي مقاطعة ساسكس للكركيت ‏ وBorder (cricket team) ‏.

## وصلات خارجية
- كولن ولز على موقع إي آس بي آن كريك إنفو (الإنجليزية)